# 팍스 몽골리카

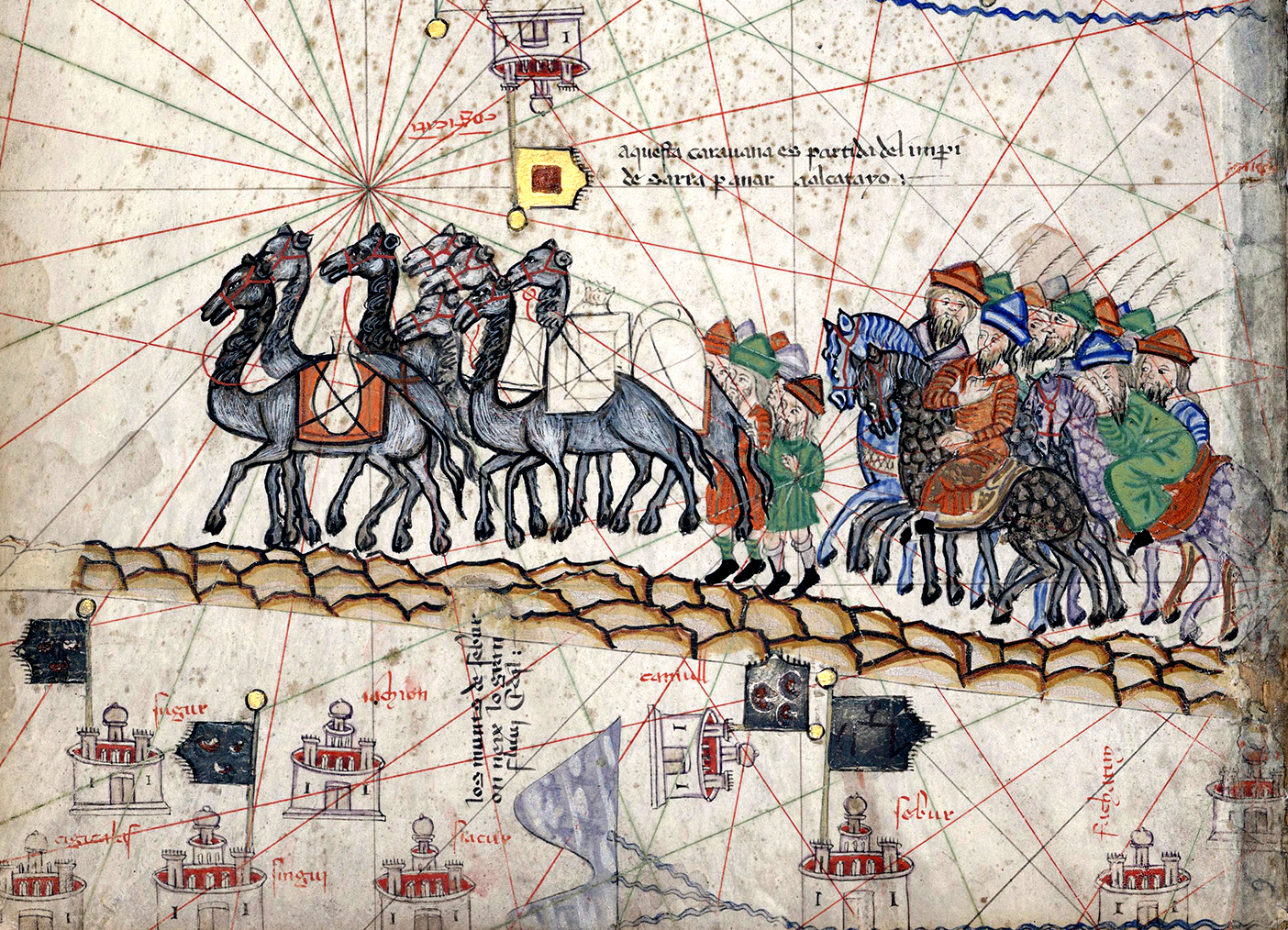
마르코 폴로가 팍스 몽골리카 때 동방을 여행한 것을 묘사한 카탈로냐 아틀라스를 확대한 것.

팍스 몽골리카(라틴어: Pax Mongolica) 또는 팍스 타타리카(라틴어: Pax Tatarica)는 라틴어로 "몽골의 평화"를 의미한다. 이는 서구권 학자들이 팍스 로마나처럼 만든 용어로 몽골 제국이 정복을 하면서 사회적, 문화적, 경제적으로 13~14세기에 유라시아에 안정을 가져다 온 기간을 정의한다. 
칭기즈 칸의 원정과 그의 후손들이 효율적으로 동양과 서양을 연결하고, 동아시아부터 동유럽까지 영토를 지배하였다. 이 시기에는 실크로드를 통해 아시아와 유럽에 무역을 연결시키고 이를 몽골 제국의 권력의 아래에 관할하였다.
팍스 몽골리카 말에는 몽골 제국의 정치적 분열(원나라, 킵차크 한국, 일 한국, 차가타이 한국, 우구데이 한국)과 흑사병이 아시아에서 무역로를 통해 유럽과 전세계로 퍼지게 된다.

## 같이 보기
- 팍스 로마나
- 팍스 아메리카나
- 팍스 시니카
- 팍스 시리아나
- 팍스 브리타니카
- 팍스 코리아나